# Melitomella
Melitomella Roig-Alsina, 1998 — род пчёл, из трибы Emphorini семейства Apidae. Собирательные волоски образуют так называемую корзинку. 

## Распространение
Неотропика: Бразилия (Bahia, Ceará, Goiás, Maranhão, Minas Gerais, Paraíba, Pernambuco, Rio Grande do Norte, Roraima, Tocantins); Венесуэла, Колумбия, Панама, Парагвай.

## Классификация
Известно около 3 видов.    
- Melitomella grisescens (Ducke, 1907) typus
- Melitomella murihirta (Cockerell, 1912)
- Melitomella schwarzi (Michener, 1954)